# 国民革命军第七十八军
国民革命军第七十八军历史上3次组建。

## 宋希濂第36师第一次组建
1937年9月在淞沪战场上以第36师组建，宋希濂任军长，淞沪沦陷后参加南京保卫战，1938年初撤销番号。

## 刘湘川军第二次组建
1938年5月刘湘川军独立第11改编为新编第15师、四川保安部队1部改编为新编第16师，并合编组成第78军，隶属第30集团军：
- 军长：张再（即张斯可）/夏首勋（1939.2-）/沈久成（1942年6月底-）
- 副军长：夏首勋、刘若弼、汤敏时
- 新编第15师师长邓国璋
- 新编第16师师长陈良基/吴守权

参加了武汉会战。1939年初，新编第15师与第七十二军新编第13师(刘若弼)对调。1939年9月至12月，参加了上高会战和第二次长沙会战、第三次长沙会战和1939年冬季攻势作战。1943年6月，该军在参加鄂西会战后被裁减，所属部队并入第七十二军。

## 湯恩伯系的第3次组建
1944年2月，为加强豫中，新建第七十八军，隶属第28集团军：
- 军长赖汝雄
- 副军长谭煜麟
- 新编第42师：师长彭赉良。 第28集团军独立第15旅扩编为新编第42师。
- 新编第43师：师长黄国书。
- 新编第44师：师长姚秉勋。

参加了豫中会战。1945年，该军改隶第31集团军，参加了豫西鄂北会战。1945年8月裁减。